# Роба
Роба (итал. robba) је материјално или нематеријално добро чије је основно својство да задовољава одређене људске потребе. Међутим, такво добро добива својство робе тек кад се до њега може доћи заменом или куповином на тржишту.
Роба је користан производ људског рада који је произведен да буде размењен, тј. са циљем да се за њега добије одговарајућа противвредност. Добро које служи за задовољавање властитих потреба оног ко га је произвео, није роба.
Роба је производ људског рада која није намењена за личну употребу произвођача већ за тржиште где се разменом укључује у друштвену употребу. Роба има два битна својства а то су : употребна вредност и вредност робе.
Употребна вредност робе заступљена је у природним својствима робе која својим материјалним одликама задовољава људске потребе.
Вредност робе је друштвена одредница и изражава се у новцу односно цени.